# Abel Kipchumba
Abel Kipchumba (* 3. Februar 1994) ist ein kenianischer Langstreckenläufer, der vornehmlich auf der Halbmarathondistanz Erfolge erzielt hat. 2021 siegte er beim Valencia-Halbmarathon. 

## Erfolge
International trat Kipchumba erstmals 2017 beim 10-km-Utrecht-Singelloop in Erscheinung, den er als Zweiter in 28:12 min beendete.
2018 gewann er den Neapel-Halbmarathon in 1:00:12 h und wurde bei Halbmarathonläufen in Olomouc und Usti nad Labem jeweils Dritter. 2020 wurde Kipchumba beim Neapel-Halbmarathon Zweiter.
2021 gewann er den Halbmarathon in Herzogenaurach. 
Sein bislang bedeutendster Erfolg ist der Sieg 2021 beim renommierten Valencia-Halbmarathon in einer Zeit von 58:07 min, der sechstschnellsten jemals gelaufenen Halbmarathonzeit. 2025 gewann Kipchumba den New-York-City-Halbmarathon mit neuem Streckenrekord von 59:09 min.

## Persönliche Bestleistungen
- 10 Kilometer:	28:06 min, Prag, 9. September 2017
- 15 Kilometer:	41:55 min, Valencia, 8. Juni 2019
- Halbmarathon:	58:07 min, Valencia, 24. Oktober 2021
- Marathon: 2:06:49 h, Berlin, 25. September 2022